# Обиспо, Армандо
Армандо Обиспо (нидерл. Armando Obispo; род. 5 марта 1999 года, Бокстел, Нидерланды) — нидерландский футболист, защитник клуба ПСВ.

## Клубная карьера

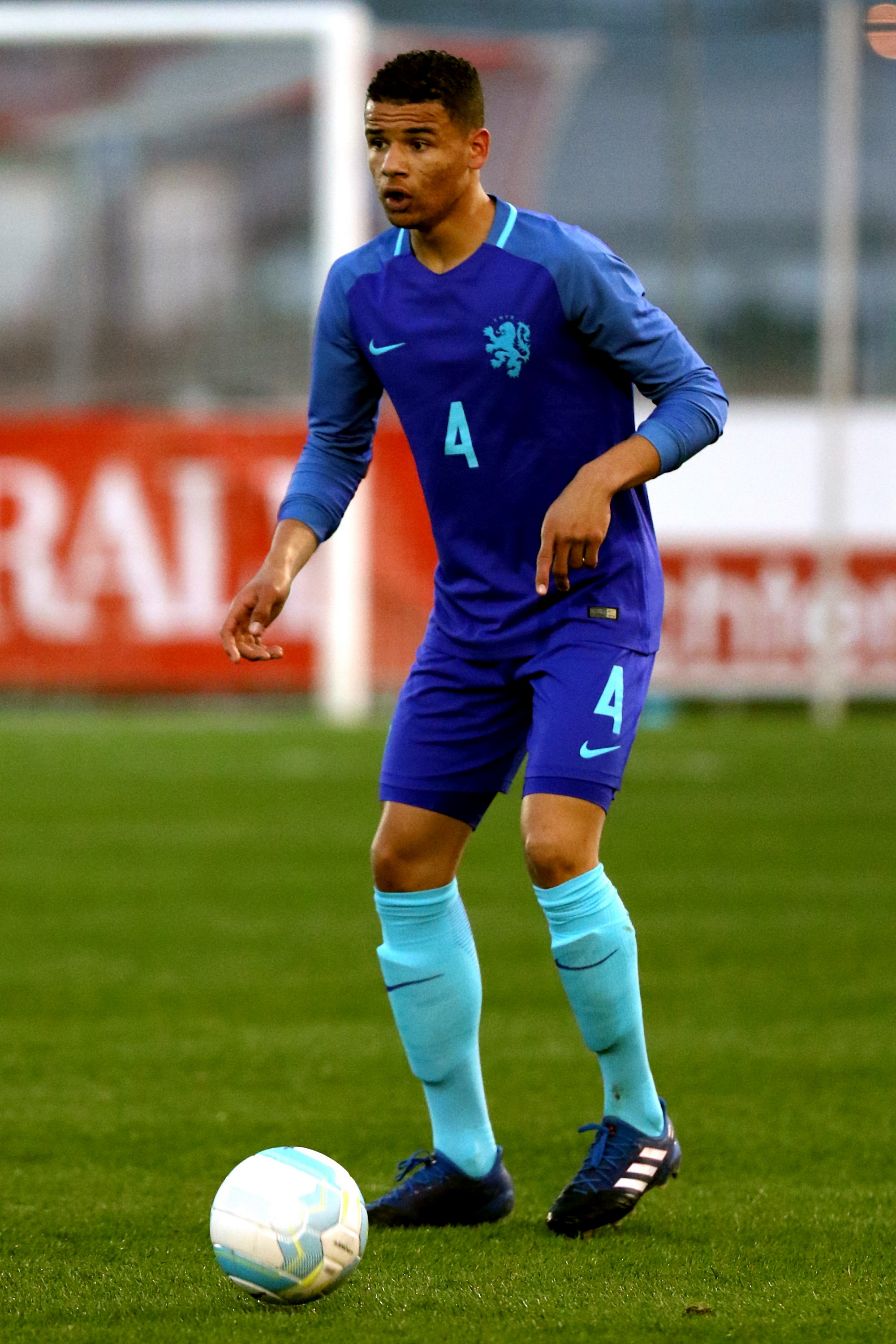
Обиспо в составе юношеской сборной Нидерландов

Обиспо — воспитанник столичного клуба ПСВ. 16 сентября 2016 в матче против «Дордрехта» он дебютировал в Эрстедивизи. В начале 2018 года Армандо был включён в заявку основной команды. В матче против «ВВВ-Венло» он дебютировал в Эредивизи, заменив во втором тайме Николя Изима-Мирена. В своём дебютном сезоне Обиспо стал чемпионом Нидерландов.

## Международная карьера
В 2017 году в составе юношеской сборной Нидерландов Обсипо принял участие в юношеском чемпионате Европы в Грузии. На турнире он сыграл в матчах против команд Германии, Англии и Болгарии.

## Достижения
ПСВ
- Чемпион Нидерландов (3): 2017/18, 2023/24, 2024/25
- Обладатель Кубка Нидерландов: 2021/22
- Обладатель Суперкубка Нидерландов (4): 2021, 2022, 2023, 2025